# 2º Reggimento genio pontieri
Il 2º Reggimento Genio Pontieri è un reparto dell'Arma del genio dell'Esercito Italiano, e ha sede a Piacenza.
Dipende dal Comando Genio di Roma, che a sua volta dipende gerarchicamente dal "Comando delle forze operative terrestri di Supporto" o COMFOTER SUPPORTO di Verona.

## Storia

### Origini
Il 2º Reggimento Genio Pontieri venne costituito a Piacenza il 1º gennaio 1883 con la denominazione di 4º Reggimento Genio (Pontieri). Alla sua costituzione concorsero il 1º ed il 2º Reggimento Genio, ciascuno con una compagnia treno e 4 compagnie pontieri, eredi questi ultimi delle tradizioni dei “Pontieri d’Artiglieria” del risorgimentale 1º Reggimento d'Artiglieria. Il 2º Reggimento Genio cedette inoltre la 14ª compagnia lagunari, di stanza in Venezia.Fino al 1915 i Pontieri non parteciparono ad alcuna operazione bellica ma prestarono valida opera di soccorso in occasione di calamità naturali.
In particolare, intervennero:
- nel 1885 sull'Adige e sul Tevere;
- nel 1886 a Mortizza (PC), sul Po;
- nel 1888 ancora sull'Adige;
- nel 1889 sul Reno;
- nel 1894 sul Reno e sul Tevere;
- nel 1903 sul Livenza;
- nel 1905 a Dolo, Treviso, Monticelli d’Ongina, Vicenza, Monselice, Coldiero, Legnago, Padova, Cerea, Bagnolo e nelle zone terremotate della Calabria;
- nel 1907 sul Po a Piacenza e sul Tevere a Roma;
- nel 1910 a Casamicciola;
- nel 1915 nelle zone della Marsica devastate dal terremoto.

### Grande guerra
Nel maggio 1915, all'entrata in guerra, il Reggimento mobilitò dodici compagnie pontieri, tre compagnie lagunari e quattro sezioni da ponte per cavalleria. Nel corso della guerra i Pontieri parteciparono a tutte le operazioni di forzamento dei corsi d'acqua, dall'Isonzo al Piave, ben meritando la menzione del loro tributo di valore e di sangue nel testo della motivazione della medaglia d'oro concessa all'Arma del Genio (“…gettando per ogni ponte una superba sfida al nemico…”). I Pontieri concorsero inoltre, dopo Caporetto, al ripiegamento della 3ª Armata dall'Isonzo al Piave con il gittamento di ponti sul Torre e sul Tagliamento. Verso la fine della guerra le compagnie lagunari vennero portate a otto e si distaccarono dal 4º Reggimento Genio (Pontieri) per costituire l'8º Reggimento Lagunari.

### Tra le due guerre
Nel 1919 l'8º Reggimento Lagunari venne sciolto e riassorbito dal 4º Reggimento Genio (Pontieri) che, il 1º aprile 1920, assunse la denominazione di Reggimento Pontieri e Lagunari del Genio. Il 15 maggio 1933, dopo varie trasformazioni e ripetuti cambiamenti ordinativi, il Reggimento si sdoppiò dando vita ad un Reggimento per Ponti Leggeri (il 1º Reggimento Pontieri con sede a Verona) ed uno per Ponti Pesanti (il 2º Reggimento Pontieri con sede a Piacenza). Entrambi furono strutturati su due Battaglioni di tre Compagnie ciascuno. Negli anni ’30, per le esigenze belliche delle operazioni in Africa Orientale, il Reggimento si trasformò varie volte costituendo anche compagnie speciali.

### Seconda guerra mondiale
Nel corso della seconda Guerra Mondiale i Battaglioni Pontieri presero parte alla campagna sul fronte Greco-Albanese nelle operazioni di forzamento della Vojussa, del Pitoni, del Cormos e del Calamai e, in varie occasioni, vennero impiegati come fanti. In particolare, nella difesa di Borgo Tellini i pontieri della 7ª e 8ª compagnia costrinsero alla resa 300 attaccanti nemici. Il I° e IX° Battaglione Pontieri si distinsero nelle operazioni sul fronte Russo insieme ai primi scaglioni delle truppe italiane assegnate al C.S.I.R. ed affluite in Russia dal luglio all’agosto 1941. Il forzamento dello Dnepr nel settembre del 1941 venne condotto durante una notte di intenso lavoro e dopo un trasferimento di circa 400 km compiuto in dodici ore su strade pressoché impraticabili. Il passaggio venne assicurato mediante il ripristino di un ponte nemico di zattere lungo ben 1300 metri, in gran parte distrutto e ripristinato in esercizio per più di venti giorni sotto il fuoco d’artiglieria e le continue incursioni aeree nemiche. L’8 settembre 1943, in seguito agli avvenimenti determinati dall’armistizio, il 2º Reggimento Pontieri venne sciolto.

### Dopoguerra
Il 15 dicembre 1949, per effetto del dispaccio SME n. 3120/Ord./I del 29 novembre 1949, fu ricostituito secondo un ordinamento misto che comprendeva:
- Comando di Reggimento;
- Plotone Comando Reggimentale;
- I° Battaglione Pontieri su due compagnie;
- I° Battaglione Ferrovieri su due compagnie P.M.S. (Ponti Metallici Scomponibili);
- Compagnia I.E.F. (Esercizio Linee Ferroviarie);
- Compagnia Parco.

Nel 1950, anno in cui il Reggimento gittò per la prima volta a Venezia il “Ponte del Redentore”, venne costituito il Laboratorio reggimentale e la compagnia A.R.P. (Addestramento Reclute Pontieri). Dopo altri mutamenti ordinativi, il 1º marzo 1953 il IIº ed il IIIº Battaglione Genio Pontieri. Il 4 novembre 1953, nel corso di una solenne cerimonia nella Piazza dei Cavalli a Piacenza, la Bandiera di guerra del Reggimento venne decorata della Medaglia d'Argento al Valor Civile per l'opera di soccorso prestata nel Polesine due anni prima. Nel 1957 il Reggimento, dopo l'ottimo piazzamento (2º e 3º posto) dei suoi scafi al raid Pavia-Venezia, prese parte per la prima volta al Campionato Italiano Motonautico, classificandosi al termine, al 2º e 3º posto. Il 1º gennaio 1954 il Iº Battaglione Genio Ferrovieri ed il Laboratorio Pontieri divennero autonomi, distaccandosi dal Reggimento.
Nel novembre-dicembre 1966 il Reggimento prestò la sua opera di soccorso in Toscana per l'alluvione provocata dallo straripamento dell'Arno, meritando un attestato di pubblica benemerenza. Il 6 settembre 1974, nel quadro del riordinamento dell'Arma del Genio, il Iº Battaglione Genio Pontieri venne contratto a Quadro assumendo la denominazione di IIº Battaglione Pontieri (Quadro) mentre il IIº Battaglione Genio Pontieri di Legnago rimase in vita assumendo la denominazione di Iº Battaglione Genio Pontieri. Il Reggimento era quindi strutturato su:
- Comando di Reggimento (Piacenza);
- Plotone Comando Reggimentale (Piacenza);
- Iº Battaglione Genio Pontieri (Legnago);
- IIº Battaglione Genio Pontieri Quadro (Piacenza);
- IIIº Battaglione Genio Pontieri (Piacenza).

Il 22 settembre 1992 anche il 1º Battaglione Genio Pontieri di Legnago divenne autonomo alle dipendenze della Regione Militare Nord-Est. Nel 1997 il Reggimento passò alle dipendenze del Raggruppamento Genio a Udine, successivamente denominato "Brigata Genio", ed assunse la fisionomia che possiede tuttora.

### Il 2º Reggimento genio pontieri oggi
Alimentato dal 2004 da personale volontario, nel 2010 è passato alle dipendenze del Comando genio.
Ha sede nella città di Piacenza, dove nel 1928 venne inaugurato il "Monumento ai pontieri" in piazzale Milano, di fronte al ponte sul Po (1908) della S.S. 9 - Via Emilia.

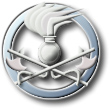
Fregio dell'Arma del genio dell'Esercito Italiano

## Struttura
- Comando di Reggimento;
  - Compagnia Comando e Supporto Logistico
- Battaglione Genio Pontieri (articolato su 4 Compagnie);
  - 1 Compagnia Pontieri;
  - 2 Compagnia Pontieri;
  - Compagnia Viabilità;
  - Compagnia Attrezzature Speciali.

## Soccorso alla popolazione
- Novembre 1980: terremoto Irpinia
- Giugno 1996: alluvione in Versilia
- Maggio 1998: alluvione di Sarno (Sa)
- Novembre 2000: alluvione Piacenza e Piemonte (II Compagnia Pontieri(Capitano Picciola), nono blocco 2000, soccorso popolazioni e creazione ponte baily in Piemonte),il reggimento era comandato dal Colonnello Ghione.
- Ottobre 2011: alluvione in Lunigiana
- Febbraio 2012: personale e mezzi del 2º Rgt. Genio Pontieri sono mobilitati per l'emergenza maltempo e sono intervenuti nel montefeltro e nell'alto pesarese in particolare nella località di Urbino e ad Ancona.[2][3]
- Ottobre 2014: alluvione a Genova
- Settembre 2015: alluvione in Val Nure e Val Trebbia
- Settembre 2017: alluvione a Livorno

## Onorificenze
Nella sua storia il 2º Reggimento Genio Pontieri ha meritato le seguenti onorificenze alla bandiera:

## Armi e mezzi in dotazione

### Armamento
- Pistola automatica "BERETTA 92 FS" cal.9;
- Fucile d'assalto "SC 70/90" cal. 5,56;
- Fucile d'assalto "ARX 160" cal. 5,56;
- Arma di reparto "MINIMI" cal. 5,56;
- Arma di reparto "MG 42/59" cal. 7,62 NATO.

### Mezzi
- Land Rover AR 90;
- Veicolo Multiruolo VM90;
- VTLM "Lince";
- Ponte galleggiante motorizzato "PGM";
- FD/175 - Apripista cingolato;
- FL/175 - Caricatore cingolato;
- JCB/426 - Caricatore ruotato;
- FE/20 - Escavatore cingolato;
- JCB 1CX/3CX - Terna ruotata;
- new holland - Escavatore cingolato;
- new holland - Caricatore ruotato;
- new holland - Apripista cingolato;
- komatsu - Escavatore cingolato;
- komatsu - Terna ruotata.